# Esthercita Nieto
Esther «Esthercita» Nieto (Las Guabas, Los Santos, 11 de abril de 1944) es una cantante panameña de música típica. Es la esposa del fallecido periodista y folklorista Toño Díaz y hermana del también cantante típico Ceferino Nieto.

## Biografía
Nació en Las Guabas, Provincia de Los Santos, Panamá, el 11 de abril de 1944. Proviene de una familia llena de cantantes.
Esthercita era la esposa del folklorista y periodista Toño Díaz (fallecido), con el cual tuvieron dos hijos Diamar Díaz y Juan Antonio Díaz.
Perdió la timidez de los escenarios cantando junto a Midas Alfonso Gómez de La Arena, Chitré. Luego cantó junto a Nato Monga y sintió más confianza cantando con su hermano Ceferino.
Esthercita ha grabado varios discos junto a su hermano Ceferino, uno de estos es Amanecer en el campo. Ceferino también la ha acompañado a varias giras entre estas Nicaragua, Colombia y Costa Rica.
En su discografía se puede decir que ha grabado más de 15 LP, cerca de 45 sencillos y 5 Discos.